# Kisan Samiti
Kisan Samiti (lit. ‘Associació de Camperols’) va ser una organització política comunista dels camperols del Nepal que va lluitar contra el propietaris feudals. Va ser dirigida des del 1971 per Ruplal Bishvakarma, que li va donar un caràcter més polític i el 1976 la va fusionar amb altres grups per formar l'Organització de Treballadors i Camperols del Nepal.